# Oncosclera diahoti
Oncosclera diahoti är en svampdjursart som först beskrevs av Rützler 1968.  Oncosclera diahoti ingår i släktet Oncosclera och familjen Potamolepiidae. Inga underarter finns listade i Catalogue of Life.